# Монарх-арлекін

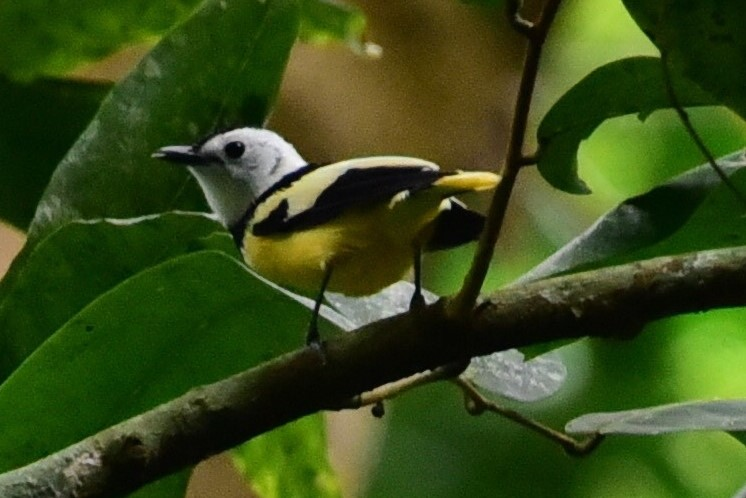
Монарх-арлекін

Монарх-арлекін (Neolalage banksiana) — вид горобцеподібних птахів родини монархових (Monarchidae). Ендемік Вануату. Це єдиний представник монотипового роду Монарх-арлекін (Neolalage).

## Поширення і екологія
Монархи-арлекіни є ендеміками Вануату. Вони живуть в тропічних лісах, чагарникових заростях, в садах і на плантаціях.